# Antoni Arribas Palau
Antoni Arribas Palau (1926-2002) fou arqueòleg, catedràtic en prehistòria i director de les excavacions de la ciutat romana de Pol·lència (Alcúdia).
El 1948 fou professor ajudant de la Universitat de Barcelona.
Entre 1953 i mitjans de 1954 fou nomenat Director del Museu Arqueològic de la Diputació d'Almeria. Durant el darrer any que estigué a Almeria, fou nomenat membre del Cos Facultatiu d'Arxivers, Bibliotecaris i Arqueòlegs. No tardaria molt de temps en què el Museu Arqueològic de Barcelona el reclamés per treballar per ells, càrrec que va acceptar de bon grau. Tres anys després la Universitat de Barcelona el nombraria professor adjunt d'arqueologia, epigrafia i numismàtica. Per Arribas aquest càrrec especialment, fou tota una sastifacció personal.
El 1965 deixà el càrrec de la universitat barcelonina en ser nomenat catedràtic de prehistòria per la Universitat de Granada. En aquesta universitat crearà la revista "Cuadernos de Prehistoria" fins a l'any 1979. Aquella tardor es traslladaria a viure a Palma, en ser nomenat professor de la Universitat de les Illes Balears (UIB). Adquirí la càtedra de Prehistòria a la UIB i posteriorment el de Degà de la Facultat de Filosofia i Lletres, càrrec que obstentà fins a 1983. Molt interessat en les excavacions de la capital balear dels romans, Pol·lència, manté línies de treball amb l'ajuntament d'Alcúdia. Nou anys més tard, es jubilaria de l'ensenyança però els darrers anys de la seva vida la passaria estudiant Pol·lència, ja que fou nomenat director d'excavacions.
La ciutat d'Alcúdia agraïda, el nomenà pregoner de les festes de Sant Jaume d'Alcúdia en juliol de 1992.
Quatre anys més tard, i a partir de llavors, els cursos d'arqueologia impartits per l'ajuntament d'Alcúdia duran el seu nom. Morí l'any 2002. A les excavacions de Pol·lència el va succeir l'arqueòloga menorquina i professora a la Universitat de Granada, Margalida Orfila Pons.